# 株
生物学において株（かぶ、英: strain）とは、微生物やそれに類する培養によって維持されるものの、同一系統のものを表す。ウイルスの分類でも用いられる。分離したもの、との意味で分離株(isolate)という語も使われる。
例えば細菌類や菌類を研究する場合、まず野外から試料を取り、これを適当な方法で培養し、そこから出現するさまざまな微生物の中から目指すものを取り出す。つまり純粋培養を行うわけだが、その際、取り出された微生物を、まず適当な培地、たいていは寒天培地の上にくっつける。これを植え付けると表現することも多い。そしてその微生物がそこでよく育つと、やがてシャーレの中一杯になって、栄養も使い尽くして死んでしまう。それでは困るので、そうなる前に、コロニーの一部を切り取って新しい培地に置いてやる（継代培養、植え継ぐと表現することも多い）。これを繰り返すことで、その微生物を手元に置き続けられる。
したがって、その場合の研究対象の微生物は単独の個体を区別することはできず、このように植え継ぎによって維持する系統をその対象とせざるを得ない。そのような系統のことを株と呼ぶ。恐らく植え込み、大きく育つと切り離しては植え継ぐ、という操作より植物の株からの連想であろう。英語のstrainには植物の株の意味はなく、家系を意味する言葉である。なお、野外サンプルから微生物を捕りだして培養する場合、まず分離(isolation)という操作が必須である。したがってこれによって得られた株のことをisolateという場合もある。
当初は培養した微生物の系統を意味する語であったが、培養という手法がさまざまな方面に適用されるにつれ、この言葉も範囲を広げた。細胞培養においては、不死化によって半永久的な継代培養が可能になった培養細胞を、株（細胞株あるいは株化細胞、cell line）と呼ぶ。さらには、高等植物の生長点培養によって繁殖させたものをも株と呼ぶ例がある。云わば逆輸入である。
同一の株は細胞分裂の繰り返しによって継承されるものであるから、基本的には同一細胞からのクローンであり、遺伝的には同質の集団であると考えられる。細胞学などの分野においてはそのような点で共通の素材があった方が統一した研究ができるため、実験材料として多数の培養株がそれぞれに固有の名をつけて扱われている。その他、一般には野外から分離したものを野性株、特に変異を表したものを変異株（英: variant strain、mutant strain）、あるいは栄養要求株などというように用いる。
ただし、培養中に新たな変異を生じる場合もある。そこから新しい発見がある場合もあるが、一般にはせっかく確立した株であるから、変異を起こさない方が望ましい。そのため、現在では低温や真空乾燥などの細胞が活動していない状態での保存が行われている。また、さまざまな微生物や培養細胞などの株を収集保存し、研究や教育、産業上の理由などで必要とする者に配布する機関もある。これらの機関は、植物の系統を種子の形で保存するシードバンクなどとともに、ジーンバンクあるいはセルバンク（遺伝子や細胞の銀行）と呼ばれることがある。